# Банах Степан Володимирович
Степан Володимирович Банах (нар. 1927, Завалів — пом. 1999, Завалів) — член ОУН, зв'язковий.

## Життєпис
У 1943 році поступив в ОУН. Був зв'язковим. Всі обов'язки, які стояли перед ним, виконував, бо інакше і бути не могло.
У 1944 році німці вивезли його в Німеччину, а в 1945 повернувся назад додому. Продовжував працю зв'язкового ОУН: вів агітаційну роботу, розповсюджував летючки, супроводжував повстанців до місць перебування сотень УПА. Арештований НКВД у 1950 році за участь в діяльності ОУН, причина — «український буржуазний націоналіст». Перебув на допитах у тюрмі страшні тортури, але ні в чому не зізнався. Засуджений на 25 років каторги, з них 5 років позбавлення людських прав і заборона повернення в Україну. Каторжні роботи відбував у місті Воркута, шахта 29.
У 1956 році в час Хрущовської відлиги був звільнений, звинувачення підтвердити не змогли. Повернувся додому в Завалів, працював у колгоспі.
Помер у 1999 році, похований на цвинтарі села Завалів.